# Godot (film)
Godot è un film del 1957 diretto da Yves Allégret e tratto dal romanzo Sans attendre Godot di John Amila.
Si tratta del primo film interpretato da Alain Delon e Bruno Cremer.

## Trama
Henri Godot, proprietario di un night club a Parigi, teme che il suo matrimonio con Angèle, soprannominata Maine, sia minacciato dal rivale Bobby e per questo lo fa uccidere dai suoi sicari. Testimone del delitto sono Colette, l'ingenua figlia di Maine, e suo zio Felice, giunti da poco in città dalla provincia. I due entreranno ben presto nel losco mondo della malavita: Colette diventa la ragazza di Jo, giovane sicario di Godot, e Felice pensa di farsi aiutare da Godot a vendicarsi dell'assicuratore che non lo ha risarcito della perdita della moglie, morta nell'incendio dei grandi magazzini dove lavorava.
Felice e Godot si recano dall'assicuratore, il quale temendo che siano scoperte le sue colpe nella faccenda dell'incendio, preferisce suicidarsi lasciando una lettera nella quale accusa di tutto Auguste Coudert de La Taillerie, proprietario dei grandi magazzini. Questi offre del denaro a Jo affinché recuperi per lui la lettera. Scoperto da Godot, Jo confessa di essere stato comprato e Colette lo lascia.
Insieme a Maine e a Jo, Felice si reca a casa del proprietario dei grandi magazzini per ucciderlo; all'ultimo momento gliene manca il coraggio ed è Maine a compiere la sua vendetta. Il segretario dell'uomo però spara uccidendo Jo prima di venire a sua volta ucciso da Godot. Più tardi Felice e Colette prendono il treno per tornare nella provincia dove vivono, mentre Maine e Godot, che li avevano accompagnati alla stazione, vengono arrestati dalla polizia.

## Produzione

### Riprese
Il film è stato girato dall'8 luglio al 20 agosto 1957 presso gli studi Paris Studio Cinéma di Billancourt.

## Accoglienza

### Incassi
In Francia il film ha incassato ai botteghini 913.880 franchi.